# Calliphora aldrichia
Calliphora aldrichia är en tvåvingeart som först beskrevs av Shannon 1923.  Calliphora aldrichia ingår i släktet Calliphora och familjen spyflugor. Inga underarter finns listade i Catalogue of Life.